# Bauhausgalan
Bauhausgalan, i marknadsföringssammanhang skrivet BAUHAUS-galan, med officiellt namn Stockholm Bauhaus Athletics och mellan åren 1967 och 2015 DN-galan, är en årligen återkommande friidrottstävling på Stockholms stadion som första gången arrangerades 1967.

## Historik
Tävlingarna räknar sitt grundande till 1967 då det 4-5 juli arrangerades en idrottsgala med namnet DN-galan som blev årlig. DN-Galan arrangerades av Stadionklubbarna med Dagens Nyheter som titelsponsor. Det hade sedan årtionden tidigare arrangerats tävlingar, kallade julitävlingarna, på Stockholms Stadion.[källa behövs] Ordföranden för Stadionklubbarna, Sixten Borg, hade arrangerat tävlingar på Stockholms stadion sedan 1950-talet. År 1965 ville han arrangera en gala med nyzeeländaren Peter Snell, som vunnit OS-guld vid OS i Tokyo på både 800 m och 1500 m, och Sixten Borg fick Dagens Nyheter att bli huvudsponsor. Tävlingen lanserades som DN:s Peter Snell gala, men Peter Snell lämnade återbud, och tävlingarna lanserades som "DN:s Kip Keino-gala" efter den kenyanska löparen Kipchoge Keino, men även han blev tvungen att lämna återbud. Sixten Borg kände att han misslyckats och ville inte fråga DN året efter. På tävlingar på Stockholm Stadion sommaren 1966 satte australiensaren Ron Clarke världsrekord på 5000 m och när han engagerades även till år 1967 kontaktade Sixten Borg Dagens Nyheter igen. Därefter arrangerades en årlig gala med namnet DN-galan till och med 2014. Sedan år 2010 har galan varit en del av de internationella friidrottstävlingarna Diamond League.
Från 2015 tog byggvarukedjan Bauhaus över som titelsponsor och galan bytte namn till Stockholm Bauhaus Athletics, kallat Bauhausgalan. Bakgrunden var att DN-galan befann sig i en ekonomiskt pressad situation där hela galans existens varit hotad. Stockholms stad sköt också till tre miljoner kronor för att bli ny samarbetspartner.

## Uppdelning
DN-galan bestod sedan slutet av 00-talet av flera olika arrangemang under en sommarvecka:
- DN-galan, internationell friidrottstävling av högsta internationella galakvalitet
- Lilla DN-galan, för barn mellan 8 och 14 år i Kungsträdgården
- DN-galan Youth, ungdomstävling i galastuk för 12–19-åringar på Stockholms stadion
- DN-galan Seminars, en serie seminarier med idrottslig anknytning.

## Världsrekord
Under tävlingarna har det satts elva världsrekord (2017), det senaste 1997 när Wilson Kipketer sprang 800 meter.
| År   | Gren                        | Namn            | Nation         | Resultat         |
| ---- | --------------------------- | --------------- | -------------- | ---------------- |
| 1967 | Löpning, 800 yards          | Judy Pollock    | Australien     | 2:02,00 minuter  |
| 1972 | Diskus                      | Richard Bruch   | Sverige        | 68,40 m          |
| 1972 | Spjut                       | Janis Lusis     | Sovjetunionen  | 94,2 m           |
| 1975 | Löpning, 3 000 meter hinder | Anders Gärderud | Sverige        | 8:09,08 minuter  |
| 1977 | Löpning, 5 000 meter        | Dick Quax       | Nya Zeeland    | 13:12,09 minuter |
| 1984 | Löpning, 10 000 meter       | Fernando Mamede | Portugal       | 27:14,21 minuter |
| 1987 | Höjdhopp                    | Patrik Sjöberg  | Sverige        | 2,42 m           |
| 1989 | Löpning, 3 000 meter hinder | Peter Koech     | Kenya          | 8:05,35 minuter  |
| 1990 | Spjut                       | Steve Backley   | Storbritannien | 89,58 m          |
| 1993 | Löpning, 10 000 meter       | Richard Chelimo | Kenya          | 27:08,31 minuter |
| 1997 | Löpning, 800 meter          | Wilson Kipketer | Danmark        | 1:41,73 minuter  |

## Bildgalleri från Bauhaus-galan 2015

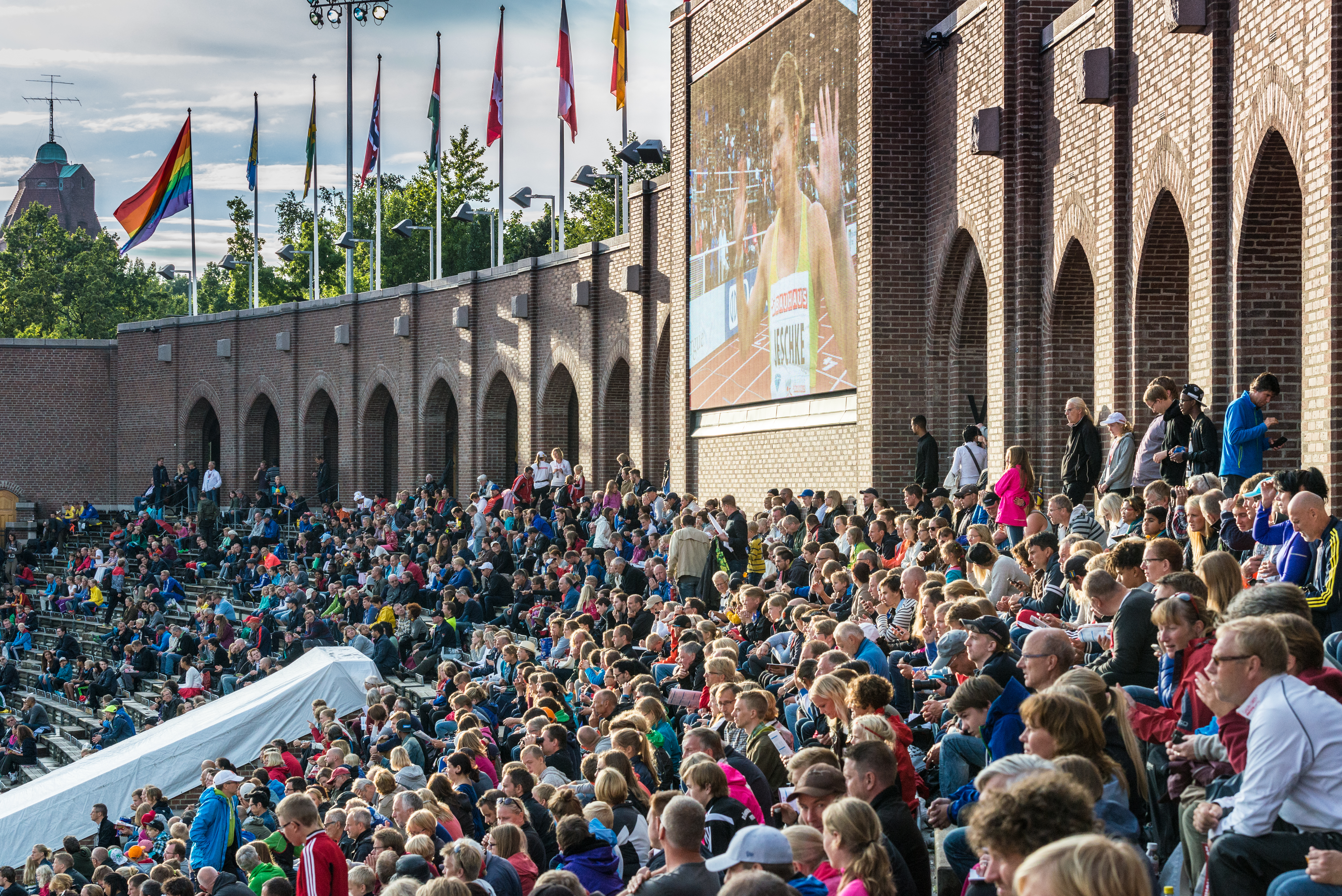
Publik under tävlingarna.
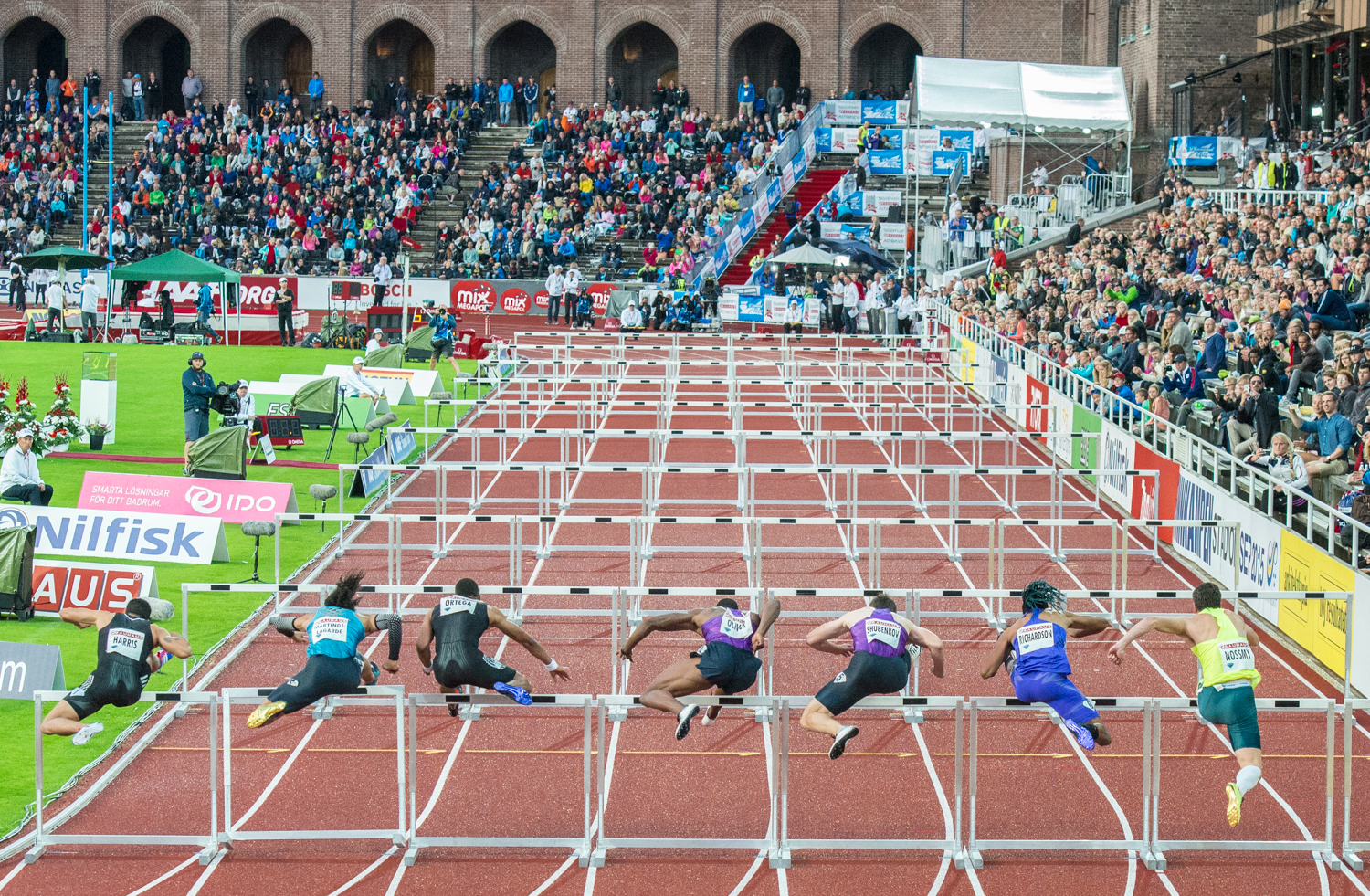
110 meter häck.
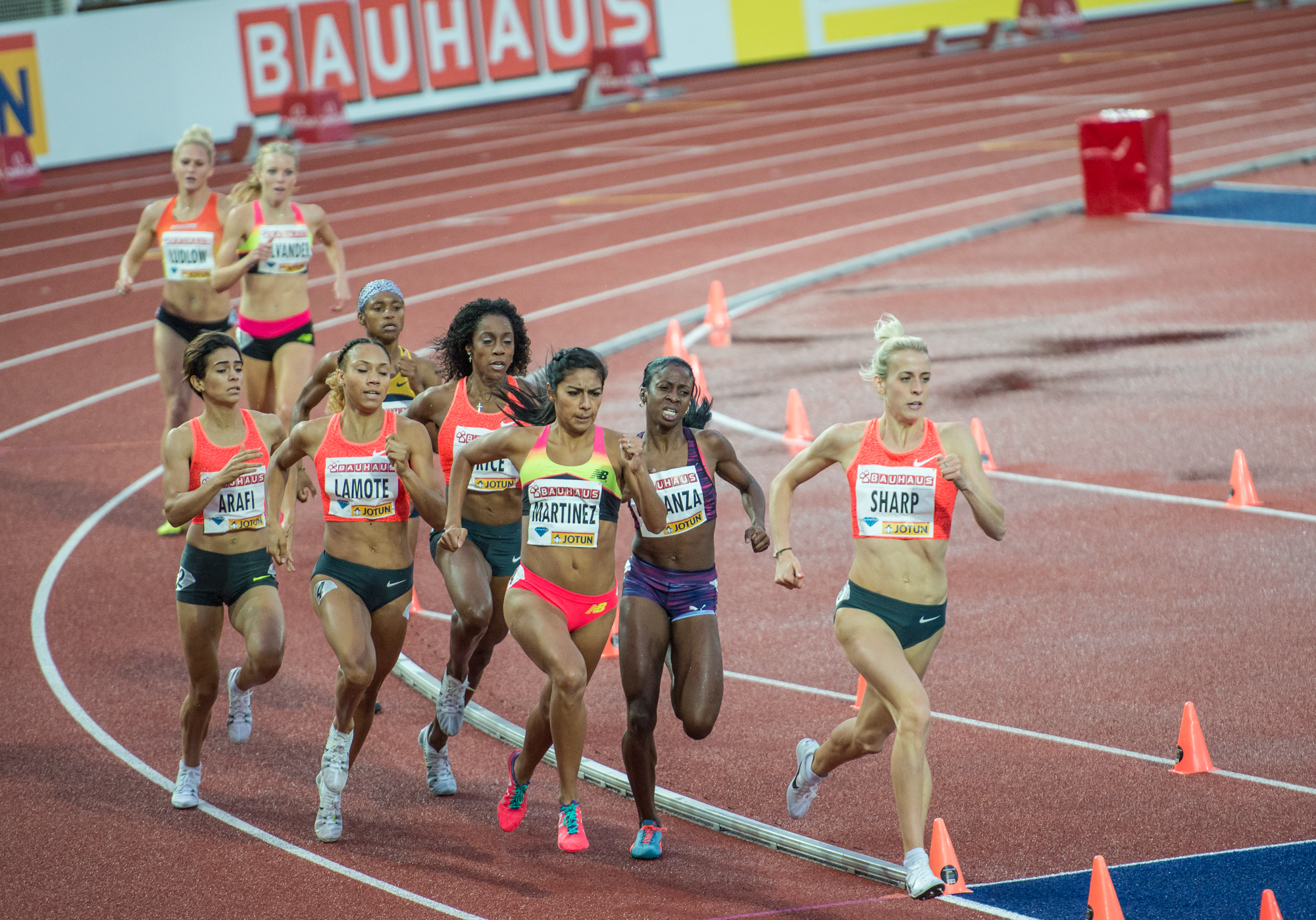
800 meter damer.
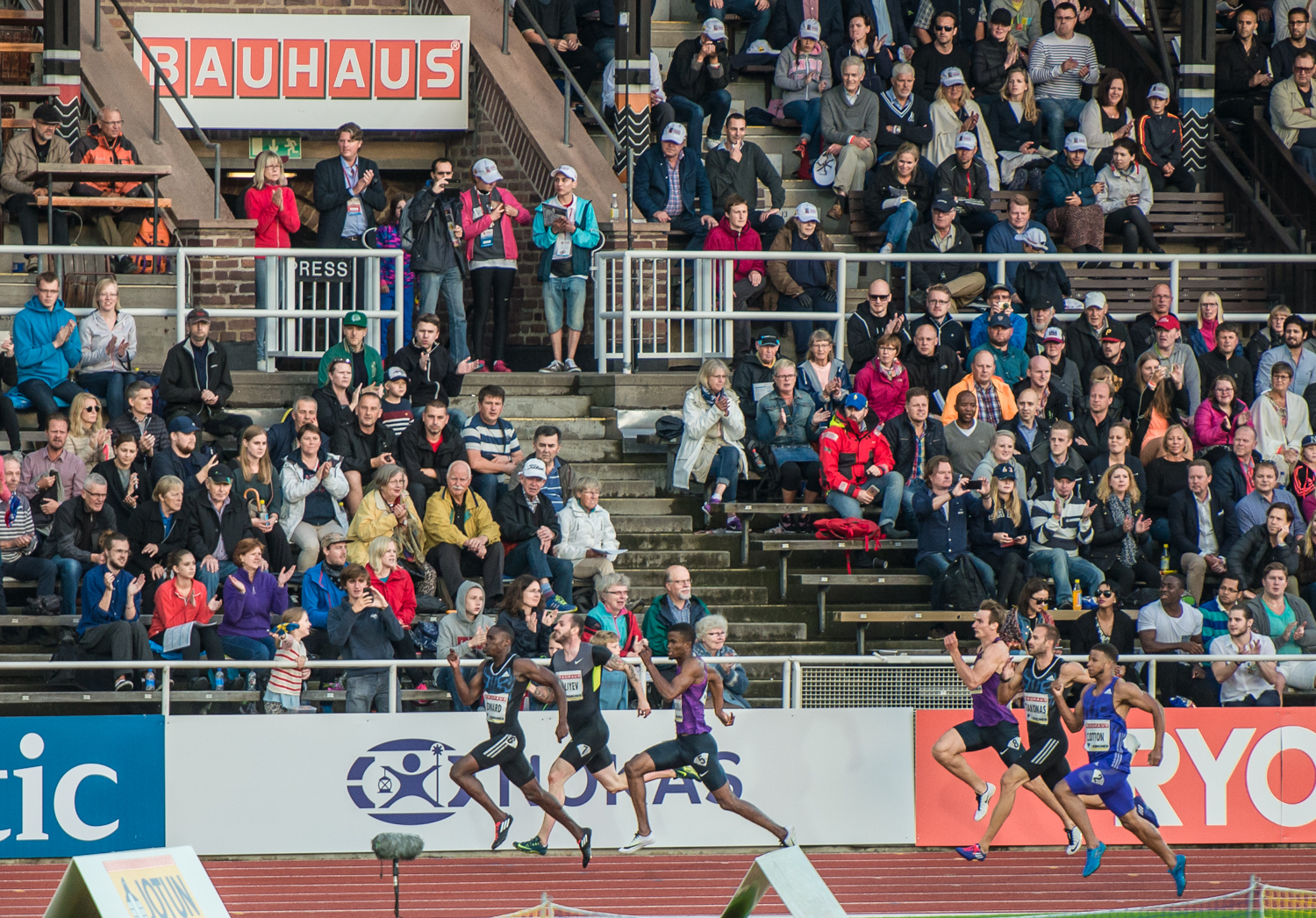
10-kamparna i delgren.
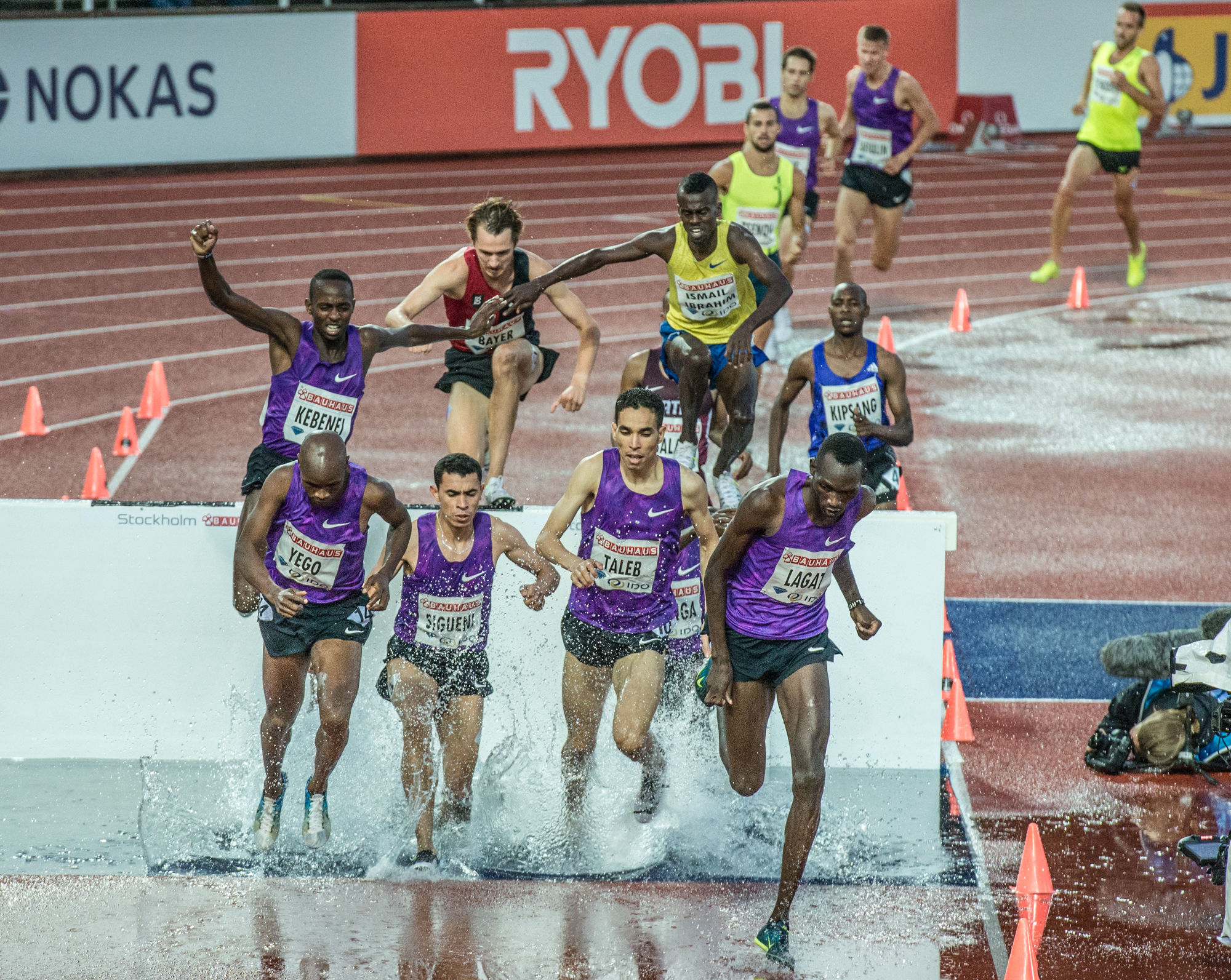
3000 meter hinder vid vattengraven.
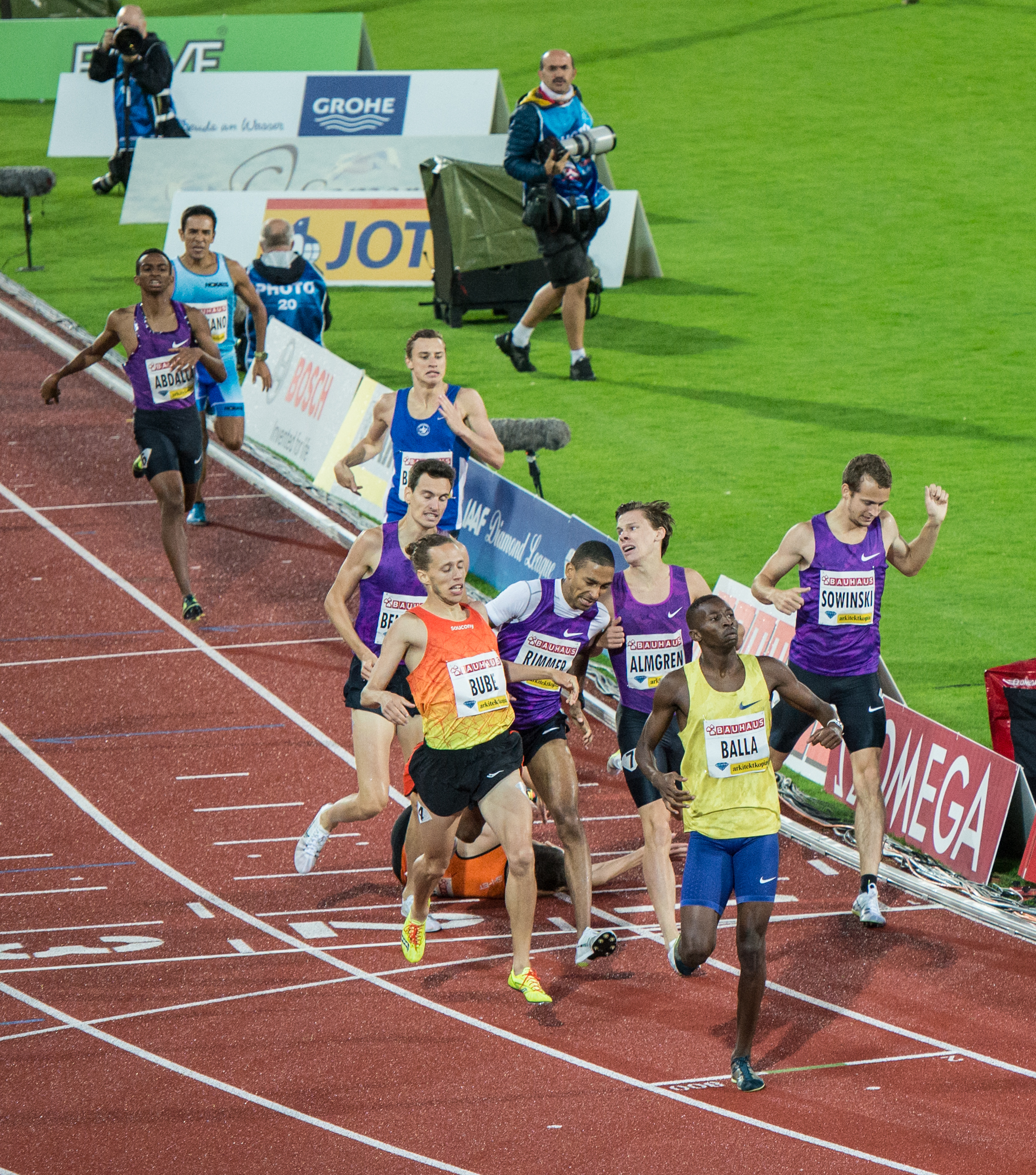
800 meter herrar går i mål.
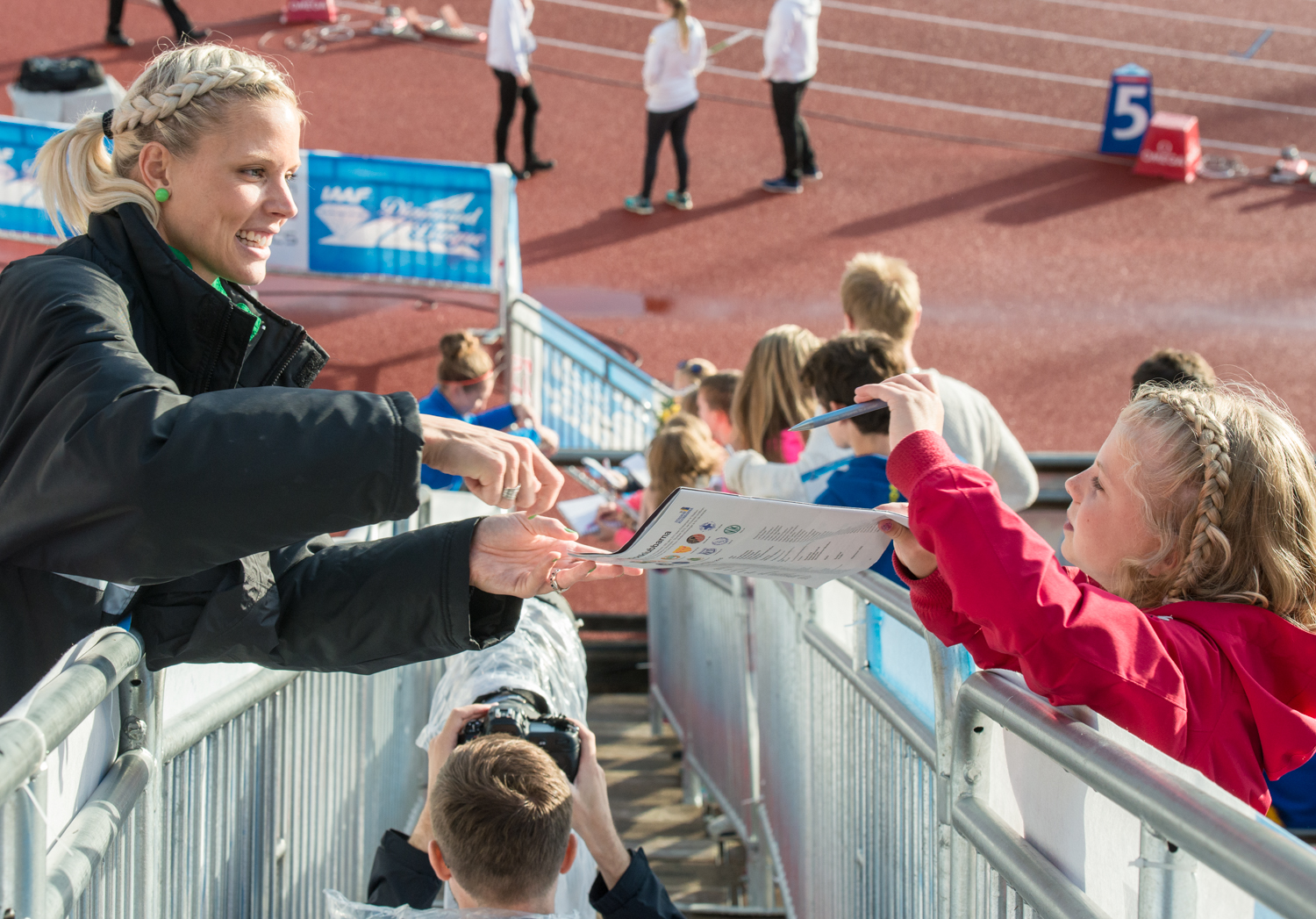
Erika Kinsey ger autografer.
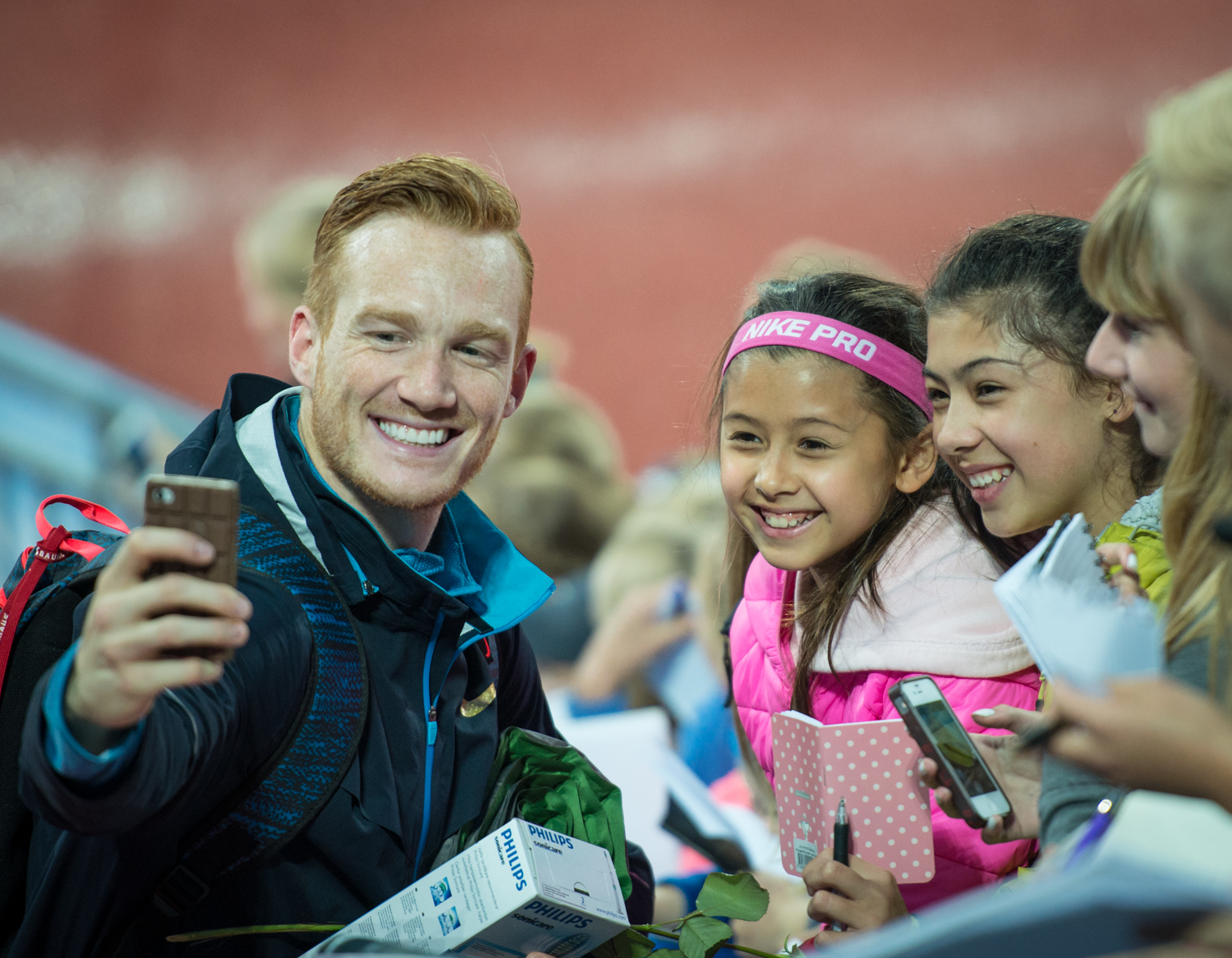
Greg Rutherford tar selfie med fans.